# Bankeryds SK
Bankeryds SK, bildat 1930, är en sportklubb i Bankeryd i Sverige. BSK spelar sina hemmamatcher på Furuviks IP.
Klubben bedriver i dag endast fotboll, men har tidigare även sysslat med sporter som bandy, bordtennis, handboll och skidåkning.
Klubbens herrlag i fotboll spelade 1961 och 1962 i Division 3, som då var Sveriges tredje högsta division. Klubbens mest kända egenfostrade spelare, som nått Allsvenskan, är Bengt Canell, Viktor Rönneklev, Anton Cajtoft och Max Watson.
Bengt Canell blev svensk mästare och cupmästare med Östers IF i slutet av 1970-talet och Viktor Rönneklev blev 2016 allsvensk spelare i Jönköpings Södra IF, efter att ha representerat IFK Norrköping i både Allsvenskan och Superettan. Anton Cajtoft har representerat Sverige på U21-nivå och spelade med Viktor Rönneklev för Jönköpings Södra IF i Allsvenskan.
Max Watson spelar sedan 2024 för IFK Norrköping i Allsvenskan men har även tidigare varit utlandsproffs i Maribor i Slovenien. Han har också representerat Mjällby i Allsvenskan.
Andra kända spelare i BSK är J-Södras ikon Tommy Thelin som gjorde comeback i klubben år 2021 efter att ha lämnat J-Södra 2019, då han först lade skorna på hyllan.
I juni 1972 beslutade klubbstyrelsen att lägga ner bandy- och bordtennisverksamheten. Bandyverksamheten bröt sig då i stället loss och bildade Bankeryds BK.

### Fotnoter
1. ↑  ”Bankeryds SK”. Svenska fotbollsklubbar. http://www.svenskafotbollsklubbar.se/showclub.php?clubid=195. Läst 26 april 2016.
2. ↑  ”Om Bankeryds SK”. Bankeryds SK. https://www.laget.se/Bankeryds_SK/About. Läst 1 april 2018.
3. ↑  Jan Eriksson (28 mars 2020). ”70-talet väntar”. Bankeryds SK. https://www.laget.se/Bankeryds_SK/News/6307815/BSK-90-ar-70-talet-vantar. Läst 1 december 2020.